# Aus (Namibia)

Römisch-katholische St. Teresa vom Kinde Jesu

Aus ist eine Siedlung im südwestafrikanischen Staat Namibia. Sie gehört zum Wahlkreis Berseba in der Verwaltungsregion ǁKharasKlicklaut.

## Geschichte
Der Name des Ortes stammt aus dem Khoi und bedeutet „Große Schlange“.
Während der deutschen Kolonialzeit unterhielt die Schutztruppe hier einen Stützpunkt. Nach der Kapitulation der deutschen Truppen am 8. Juli 1915 unterhielt die südafrikanische Armee in Aus ein Internierungslager, in dem von 1915 bis 1919 rund 1550 deutsche Kriegsgefangene interniert wurden.

### Funkstation Aus

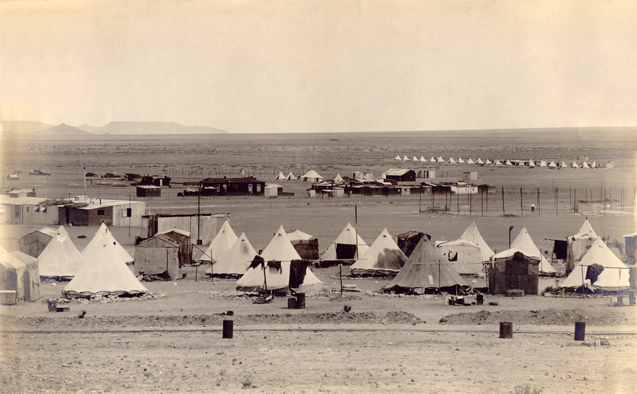
Kriegsgefangenenlager 1915–1919

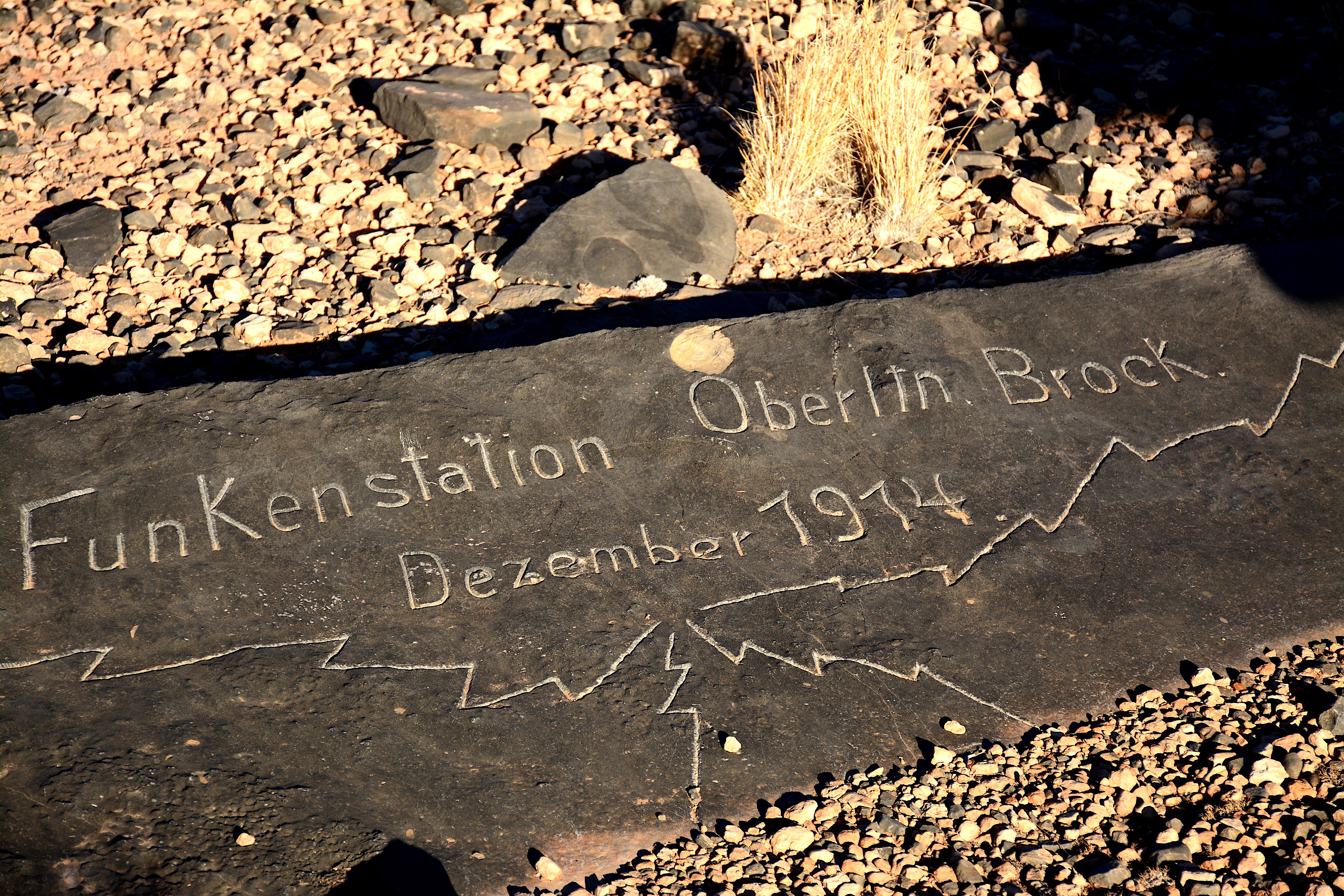
Gedenkstein an die „Funkenstation“ auf Farm Aar (2015)

Zu Beginn des Ersten Weltkriegs in Südwestafrika bauten die Deutschen in Aus eine Ersatzfunkstelle, da die Küstenfunkstelle in Lüderitzbucht am 14. September 1914 geräumt werden musste. Aus war mit seiner Lage und seiner starken Befestigung gut geeignet um recht lange einer Belagerung standzuhalten. Der Funkbetrieb wurde in Aus bereits am 15. September aufgenommen. In Der Erste Weltkrieg im Schutzgebiet steht:

„In Aus entstanden zwei Antennentürme mit einer Höhe von 50 m. Zwischen den Türmen wurde eine dreidrahtige T-Antenne aufgehängt. Die Station hatte fast eine ähnliche Leistung, wie die in Lüderitzbucht. Die Verständigung mit der englischen Funkstation Slangkop und mit der neu eingerichteten englischen Funkstation in Lüderitzbucht war einwandfrei. Die französische Station Tabou (Elfenbeinküste) war weniger deutlich hörbar als von der früheren Lüderitzbuchter Station. Gut verständlich hingegen waren die Schiffsfunkstationen an der angolanischen sowie an der südwestafrikanischen Küste und an der Ostküste im Indischen Ozean bis etwa zur Höhe von Durban. Die Aufgabe der Station in Aus war es, Pressenachrichten abzuhören und unchiffrierte englische Befehle umgehend an den Gouverneur zu funken. Außerdem ermöglichte sie einen schnellen Kontakt zur Unionsregierung nach Pretoria und zu den britisch-südafrikanischen Kommandostellen. So konnten Informationen über Gefangene ausgetauscht werden. Außerdem konnte die Station in Aus auch den Funkverkehr stören. Sie trug dazu bei, den Kontakt auf Strecken, auf denen die Telegraphenleitung durchbrochen war, per Funk über die Stationen Windhoek und Tsumeb wieder herzustellen. Die Station arbeitete relativ lange und wurde erst am 27. März 1915 durch die Schutztruppe abgebaut, nachdem sie den Ort geräumt hatte. Was nicht abtransportierbar war, wurde gesprengt. Ansonsten wurde der Rest nach Tsumeb gebracht.“

## Geographie und Klima
Aus liegt auf einer Höhe von 1485 m über dem Meeresspiegel 125 Kilometer östlich der Küstenstadt Lüderitz und 230 Kilometer westlich von Keetmanshoop in der Namib. Der Ort befindet sich am Rande des Huib-Plateaus. Im Winter kann es hier sehr kalt werden und Winterregen fallen.  Aus ist einer der wenigen Orte in Namibia, in denen es gelegentlich schneit, zuletzt am 26. Juni 2025.

## Wirtschaft und Infrastruktur
Aus liegt an der Nationalstraße B4 und der Lüderitzbahn von Lüderitz nach Keetmanshoop. Am 13. November 2014 wurde  die renovierte Bahnstrecke Aus-Lüderitz neu eröffnet. Aus verfügt über einen Flugplatz mit zwei ungeteerten Pisten (Piste 11/29 mit 1430 m und Piste 16/34 mit 1100 m).
In Aus befindet sich mit der Marmer Primary School eine staatliche Grundschule.

## Kultur und Sehenswürdigkeiten
Jährlich am 27. Januar wird in Aus der Geburtstag Kaiser Wilhelm II. gefeiert, da die Geschichte des Ortes eng mit dem deutschen Kaiser verbunden ist. Am Bahnhof von Aus befindet sich das 1913 errichtete Kaiser-Wilhelm-II.-Denkmal, mit dem an dessen 25. Thronjubiläum erinnert werden sollte.
Aus ist ein beliebter Übernachtungspunkt für Touristen und bietet mit dem Aus Tourist Centre eine eigene Touristeninformation sowie mehrere Hotels, darunter das traditionelle Bahnhof Hotel Aus und die Klein-Aus-Vista-Lodge. Etwa 20 km westlich von Aus befindet sich der Lebensraum der Wüstenpferde.